# رودولفو وولک
رودولفو وولک (اسلوونیایی: Rodolfo Volk; ۱۴ ژانویهٔ ۱۹۰۶ – ۲ اکتبر ۱۹۸۳) بازیکن فوتبال اسلوونیایی‌تبار اهل ایتالیا بود.
از باشگاه‌هایی که در آن بازی کرده‌است می‌توان به باشگاه فوتبال فیورنتینا، باشگاه فوتبال آ.اس. رم، باشگاه فوتبال تریستیانا، و باشگاه فوتبال پیزا اشاره کرد.
وی همچنین در تیم ملی فوتبال ایتالیا بازی کرده‌است.